# Rumäniens herrlandslag i handboll
Rumäniens herrlandslag i handboll representerar Rumänien i handboll på herrsidan. De var mellan tidigt 1960-tal och tidigt 1990-tal ett av Europas starkaste landslag, med flera framgångar i VM och OS.

## Kända profiler (urval)
- Ștefan Birtalan
- Alexandru Buligan
- Marian Cozma
- Valentin Ghionea
- Gheorghe Gruia
- Robert Licu
- Cornel Penu
- Vasile Stîngă
- Radu Voina
- Cristian Zaharia